# 장성군의회
장성군의회는 전라남도 장성군 지역을 관할하는 기초의회이다.